# Gänsbrunnen
Gänsbrunnen is een gemeente en plaats in het Zwitserse kanton Solothurn en maakt deel uit van het district Thal.
Gänsbrunnen telt 96 inwoners.